# Axenyllodes nematodes
Axenyllodes nematodes is een springstaartensoort uit de familie van de Odontellidae. De wetenschappelijke naam van de soort is voor het eerst geldig gepubliceerd in 1995 door Fjellberg.